# Вайсія короткоплода
Вайсія короткоплода (Weissia brachycarpa) — вид мохів порядку потіальних (Pottiales).

## Поширення
Батьківщиною є Європа, Макаронезія, Північна Америка, Азія, Нова Зеландія.
Населяє ґрунт, вапнякові скелі, трав'янисті ділянки; помірні висоти.

## Характеристика
Листки від ланцетних до довголанцетних, від основи слабо диференційовані до еліптичних, верхівка широкожолобчаста, гостра. Коробочкові ніжки подовжені, (0.2)0.28–0.4 см. Коробочка яйцеподібна, часто злегка зігнута або випукла з одного боку. Коробочки дозрівають навесні.